# Hoplia philippinensis
Hoplia philippinensis är en skalbaggsart som beskrevs av Moser 1910. Hoplia philippinensis ingår i släktet Hoplia och familjen Melolonthidae. Inga underarter finns listade i Catalogue of Life.